# 卡洛斯王子 (葡萄牙)
卡洛斯王子（葡萄牙語：Carlos de Bragança，1716年5月2日—1736年3月30日），葡萄牙國王約翰五世的第三子。
他出生於里斯本的里韋拉宮，於7月7日受洗，全名卡洛斯·若昂·曼努埃爾·亞歷山大·布拉干薩（Carlos João Manuel Alexandre de Bragança）。關於他的資料不多，只知道他在20年後因高燒於同一宮殿去世，入葬布拉干薩王朝神殿。